# 浦田和幸
浦田 和幸（うらた かずゆき、1957年8月 - ）は、日本の言語学者。専門は、英語学、英語史、文献学。東京外国語大学名誉教授。
。

## 略歴
- 1981年3月 東京外国語大学外国語学部卒業
- 1984年3月 東京大学大学院人文科学研究科修士課程修了
- 1984年4月 帝京大学文学部 講師
- 1987年4月 九州大学教養部 講師
- 1988年9月 同 助教授
- 1998年10月 東京外国語大学外国語学部 助教授
- 2006年4月 同 教授
- 2009年4月 東京外国語大学総合国際学研究院 教授（言語文化部門・言語研究系、大学院重点化による配置換え）
- 2023年3月　東京外国語大学を定年退職、名誉教授

## 編著書
- 『新英和中辞典 第7版』、研究社、2003年4月 （編集委員、執筆者）
- 『学習英英辞書の歴史―パーマー、ホーンビーからコーパスの時代まで』（翻訳）（A・P・カウイー著；赤須薫・浦田和幸訳）、研究社、2003年3月
- 『英語の歴史』（共著）、大修館書店、1995年5月